# Príncipe Pío (metropolitana di Madrid)
Príncipe Pío è una stazione delle linee 6, 10 e del Ramal della metropolitana di Madrid e delle linee C1, C7 e C10 delle Cercanías di Madrid. Si trova tra la Glorieta de San Vicente, la Cuesta de San Vicente, il Paseo de la Florida e il Paseo del Rey, nel distretto di Moncloa-Aravaca.

### La Estacion del Norte

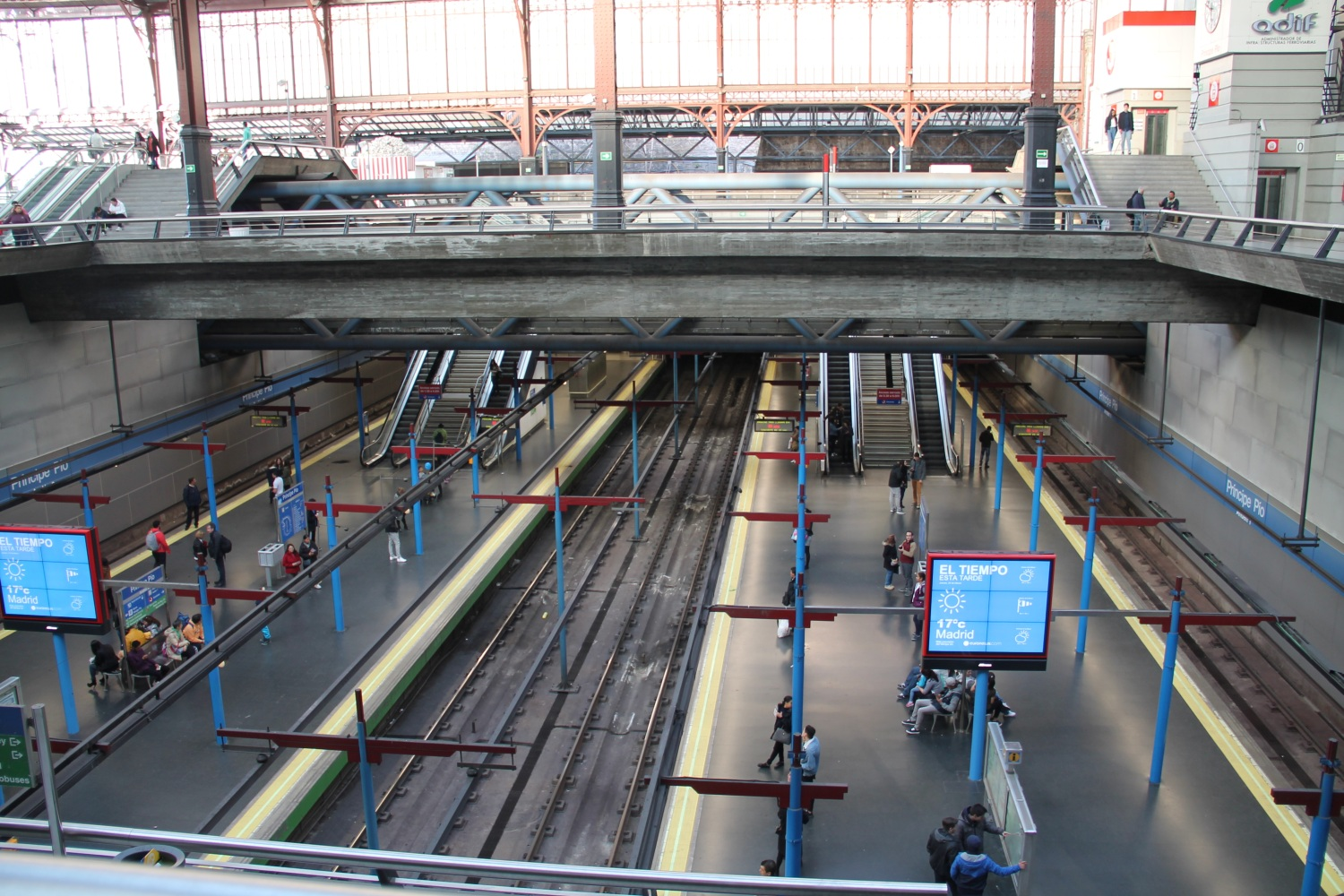
Foto della fermata

## Interscambi
- 25, 33, 39, 41, 46, 62, 75, 138, C1, C22
- 495 500, 511, 512, 513, 514, 516, 518, 521, 522, 523, 528, 534, 539, 541, 545, 546, 547, 548, 551, 573, 581
- N18, N19, N20, N501, N502, N503, N504, N905
- Madrid-Talavera de la Reina, Madrid-Cuacos de Yuste, Madrid-La Puebla de Montalbán, Madrid-Peraleda de la Mata, Madrid-La Pueblanueva, Madrid-Torrijos, Madrid-Burujón, Madrid-Fuensalida-Alcabón